# Късокрила боливария
Късокрилите боливарии (Bolivaria brachyptera) са вид насекоми от семейство Същински богомолки (Mantidae).
Те са недостатъчно проучен вид.